# Der Blick von den Sternen
Der Blick von den Sternen ist eine Sammlung von sechs Science-Fiction-Kurzgeschichten und dreizehn Essays des chinesischen Schriftstellers Liu Cixin, die im April 2024 und Mai 2024 in englischer Übersetzung von Andy Dudak, Adam Lanphier, Jesse Field, S. Quouyi Lu, Elizabeth Hanlon, Henry Zhang und Emily Xueni Jin jeweils bei Head of Zeus und Tor Books erschienen ist und am 12. März 2025 in deutscher Übersetzung beim Heyne Verlag veröffentlicht wurde. In den Essays beschreibt Liu Cixin unter anderem seine Vorstellungen von der Zukunft sowie Hintergründe zur Trisolaris-Trilogie, darunter die Inspiration für die Verwendung der Dunkler-Wald-Hypothese und die Entstehung von Jenseits der Zeit.

## Inhalt
- Kurzgeschichten:
  - 1999: Walgesang (鲸歌, Pinyin Jīng gē). 2015 auf Chinesisch erschienen, ISBN 978-7-5505-0883-5.
  - 2001: Der Bote (信使, Pinyin Xìnshǐ).
  - 1999: Schmetterling (混沌蝴蝶, Pinyin Hùndùn húdié).
  - 1998: Das Ende des Mikrokosmos (微观尽头, Pinyin Wéiguān jìntóu).
  - 2001: Schicksal (命运, Pinyin Mìngyùn).
  - 2001: Der Einstein-Äquator (朝闻道, Pinyin Cháo wén dào).

- Essays:
  - 2015: Time Enough for Love
  - 2009: A Journey in Search of Home
  - 2009: Thirty Years of Making Magic Out of Ordinariness
  - 2011: One and One Hundred Thousand Earths
  - 2010: On Finishing Death’s End
  - 2002: The Battle Between Sci-Fi and Fantasy
  - 1999: The "Church" of Sci-Fi
  - 2014: Poetic Science Fiction
  - 2001: Civilization’s Expanse in Reverse
  - 2015: The Dark Forest Theory
  - 2005: The World in Fifty Years
  - 2004: On Ball Lightning
  - 2001: We're Sci-Fi Fans

## Kritik
Paul Di Filippo schrieb im Locus Magazine, dass die Sammlung nicht die gleichen Höhen wie die frühere Hold Up the Sky erreiche („this collection does not exist at quite the same summit as his previous one“), aber dennoch amüsiere, obwohl die Werke nicht aus dem Zenit der Karriere von Liu Cixin stammen („amuse, but do not represent the heights of his writing, save perhaps for the final one“). Es gäbe dabei jedoch viel zu bestaunen („there’s much to admire when they are considered en masse“) und wieder einmal verdiene die Übersetzung einen lauter Applaus („once more, the bevy of deft translators earn our loudest applause“). Genau wie in den Werken von Stanislaw Lem und den Strugatsky-Brüdern biete Liu Cixin eine reiche und tiefe Weltsicht in der Science Fiction („As with the work of Stanislaw Lem and the Strugatsky Brothers, Cixin Liu’s writings offer a rich and deep SF-centric worldview whose exoticisms are precisely balanced by the universal commonalities which all SF readers and writers share across the globe“)
Kirkus Reviews schrieb, dass die Sammlung eine schmackhafte Mischung spekulativer Science Fiction und einsichtsvolle Artikel über Vergangenheit und Zukunft des Genres anbiete („offers up a palatable blend of speculative science fiction and insightful articles on the genre’s past and future“), die mit gerade aufgrund der vielen Einsicht für alle aufstrebenden Science-Fiction-Autoren zu empfehlen sei („filled with so much insight into the genre, should be recommended reading for all aspiring science fiction writers“), aber generell auch von Science-Fiction-Fans unbedingt gelesen werden sollte („a must-read for SF fans and writers alike“)
Publishers Weekly schrieb, dass die Kurzgeschichten bodenständiger seien als die Essays, doch sich auch trauen, ganz große Fragen anzugehen („may be more down-to-earth, but they’re unafraid to ask big questions, including 'What is the purpose of the universe?'“). Für die vielen Fans von Liu Cixin sei die Sammlung daher ein willkommenes Werk („For Liu’s many devoted fans, this will be a welcome compendium“).
Sam Tyler schrieb für SF Book Reviews, dass die Sammlung sowohl ein perfekter Teaser für neue Fans sei als auch eine interessante Einsicht für alle, die Liu Cixin bereits kennen („acts as a perfect teaser for a new fan, and as an interest insight into those that already know the author“). Es sei eine interessante Sammlung in der Hinsicht, dass sowohl Kurzgeschichten als auch Essays enthalten seien, sowie diese sich auch auf das Interesse von Liu Cixin an anderen Themen wie der Kunst und Geschichte der Science Fiction beziehen, darunter etwa speziell der Entwicklung in China („an interesting collection in that it is not just a collection of stories, but also weighted towards Cixin Liu’s non-fiction, mostly on the art and history of science fiction, both as a genre, but also how it developed specifically in China“). Es sei zwar mehr ein Rückblick auf die Karriere von Liu Cixin als seine neusten Gedanken („more of a retroperspective of Cixin Liu’s career and not the latest thinking of the author“), aber dennoch eine wundervolle Einsicht („wonderful insight“) in einen tiefen Denker („deep thinker“).